# Perizoma actuata
Perizoma actuata là một loài bướm đêm trong họ Geometridae.